# Frédéric-Henri-Eugène d'Anhalt-Dessau
Frédéric Henri Eugène d'Anhalt-Dessau (27 décembre 1705 à Dessau – 2 mars 1781 à Dessau), est un prince allemand de la Maison d'Ascanie de la branche d'Anhalt-Dessau.

## Biographie
Il est le quatrième fils de Léopold Ier d'Anhalt-Dessau, et de son épouse morganatique Anna Louise Föhse.
En 1717, à l'âge de douze ans, il rejoint l'Armée prussienne. De 1733 à 1739, il est chef de corps du 1er régiment de hussards. En 1743, il quitte le service de Prusse et rejoint l'armée autrichienne, sous le commandement de Charles-Alexandre de Lorraine en tant que volontaire sur le Rhin. En 1746, il rejoint l'armée de l'Électorat de Saxe, où il est gouverneur de Wittemberg et plus tard Generalfeldmarschall.
Il ne s'est jamais marié et n'a pas d'enfants et n'a jamais pris part au gouvernement d'Anhalt-Dessau.